# Coupe de France 1934/35
Het seizoen 1934/35 was het achttiende seizoen van de Coupe de France in het voetbal. Het toernooi werd georganiseerd door de Franse voetbalbond.
Dit seizoen namen er 568 clubs aan deel (28 meer dan de record deelname in het vorige seizoen). De competitie ging in de zomer van 1934 van start en eindigde op 5 mei 1935 met de finale in het Stade Olympique Yves-du-Manoir in Colombes. De finale werd gespeeld tussen Olympique Marseille (voor de vijfde keer finalist) en Stade Rennes (voor de tweede keer finalist). De zege ging voor de vierde keer naar Olympique Marseille die Stade Rennes met 3-0 versloeg.

## Uitslagen

### 1/32 finale
De 1/32e finale was de vijfde ronde, inclusief de voorronde. De wedstrijden werden op 9 december 1933 gespeeld, de beslissingswedstrijden op 16 en 23 (derde wedstrijd tussen Valentigney-Moulins).
| Winnaar               | Uitslag     | Verliezer            |
| --------------------- | ----------- | -------------------- |
| Olympique Marseille   | 3-1         | RC Agde              |
| Stade Rennes          | 8-1         | ES Juvisy            |
| Red Star Olympique    | 5-1         | Stade Quimper        |
| SC Fives              | 3-0         | UL Moyeuvre Grande   |
| FC Sochaux            | 5-2         | AS Troyes-Savinienne |
| FC Rouen              | 5-1         | Stade Béthune        |
| FC Sète               | 5-0         | FC Mont-de-Marsan    |
| CS Metz               | 9-0         | Iris Club Lillois    |
| FC Antibes            | 1-1 nv; 5-0 | CO Saint-Chamond     |
| Excelsior Roubaix     | 8-1         | FC Dieppe            |
| SO Montpellier        | 7-0         | FC Annecy            |
| US Quevilly           | 5-2         | Stade Morlaix        |
| RC Paris              | 9-1         | US Douarnenez        |
| US Valenciennes-Anzin | 7-1         | US Drocourt          |
| FC Mulhouse           | 3-1         | RC Arras             |
| AS Cannes             | 5-1         | US Annemasse         |

| Winnaar          | Uitslag             | Verliezer                    |
| ---------------- | ------------------- | ---------------------------- |
| SC Nîmes         | 7-1                 | Lyon OU                      |
| AS Brest         | 3-2                 | Hispano-Bastidienne Bordeaux |
| AC Amiens        | 4-0                 | SCO Angers                   |
| US Saint-Servan  | 5-0                 | Armoricaine Brest            |
| US Tourcoing     | 1-0                 | FCO Charleville              |
| Olympique Alès   | 6-2                 | FC Grasse                    |
| AS Valentigney   | 3-3 nv; 0-0 nv; 2-0 | AS Moulins                   |
| AS Saint-Étienne | 12-0                | ES Audenge                   |
| AS Villeurbanne  | 3-2                 | Stade Enghien-Ermont         |
| RC Roubaix       | 3-1 nv              | ES Bully                     |
| Olympique Lille  | 11-1                | ES Hayange                   |
| Stade Reims      | 2-1                 | AS Raismes                   |
| CA Paris         | 3-0                 | FC Bordeaux-Bouscat          |
| RC Strasbourg    | 2-0                 | AS Lorrain Nancy             |
| Racing Calais    | 9-1                 | US Boulogne                  |
| US Bruay         | 1-0                 | Stade Le Havre               |

### 1/16 finale
De wedstrijden werden op 6 januari 1935 gespeeld, de beslissingswedstrijden op 17 januari.
| Winnaar             | Uitslag     | Verliezer        |
| ------------------- | ----------- | ---------------- |
| Olympique Marseille | 1-0         | SC Nîmes         |
| Stade Rennes        | 4-2         | AS Brest         |
| Red Star Olympique  | 1-1 nv; 1-0 | AC Amiens        |
| SC Fives            | 2-1         | US Saint-Servan  |
| FC Sochaux          | 2-0         | US Tourcoing     |
| FC Rouen            | 7-1         | Olympique Alès   |
| FC Sète             | 4-1         | AS Valentigney   |
| CS Metz             | 4-1         | AS Saint-Étienne |

| Winnaar               | Uitslag     | Verliezer       |
| --------------------- | ----------- | --------------- |
| FC Antibes            | 1-0         | AS Villeurbanne |
| Excelsior Roubaix     | 2-1         | RC Roubaix      |
| SO Montpellier        | 3-3 nv; 3-1 | Olympique Lille |
| US Quevilly           | 2-1         | Stade Reims     |
| RC Paris              | 1-0         | CA Paris        |
| US Valenciennes-Anzin | 1-0         | RC Strasbourg   |
| FC Mulhouse           | 6-1         | Racing Calais   |
| AS Cannes             | 1-0         | US Bruay        |

### 1/8 finale
De wedstrijden werden op 3 februari 1935 gespeeld.
| Winnaar             | Uitslag | Verliezer         |
| ------------------- | ------- | ----------------- |
| Olympique Marseille | 2-1     | FC Antibes        |
| Stade Rennes        | 4-2     | Excelsior Roubaix |
| Red Star Olympique  | 2-1     | SO Montpellier    |
| SC Fives            | 4-0     | US Quevilly       |

| Winnaar    | Uitslag | Verliezer             |
| ---------- | ------- | --------------------- |
| FC Sochaux | 7-2 nv  | RC Paris              |
| FC Rouen   | 4-2     | US Valenciennes-Anzin |
| FC Sète    | 4-2     | FC Mulhouse           |
| CS Metz    | 2-1     | AS Cannes             |

### Kwartfinale
De wedstrijden werden op 3 maart 1935 gespeeld.
| Winnaar             | Uitslag | Verliezer  |
| ------------------- | ------- | ---------- |
| Olympique Marseille | 3-0     | FC Sochaux |
| Stade Rennes        | 1-0     | FC Rouen   |
| Red Star Olympique  | 2-0     | FC Sète    |
| SC Fives            | 2-1     | CS Metz    |

### Halve finale
De wedstrijden werden op 7 april 1935 gespeeld.
| Winnaar             | Uitslag | Verliezer          |
| ------------------- | ------- | ------------------ |
| Olympique Marseille | 3-2     | Red Star Olympique |
| Stade Rennes        | 3-0     | SC Fives           |

### Finale
De wedstrijd werd op 5 mei 1935 gespeeld in het Stade Olympique Yves-du-Manoir in Colombes voor 40.008 toeschouwers. De wedstrijd stond onder leiding van scheidsrechter Lucien Leclercq.
| Winnaar                                                       | Uitslag | Finalist     |
| ------------------------------------------------------------- | ------- | ------------ |
| Olympique Marseille                                           | 3-0     | Stade Rennes |
| Charles Roviglione 34' Vilmos Kohut 38' Jean Laurent e.d. 43' |         |              |

1917/18 · 1918/19 · 1919/20 · 1920/21 · 1921/22 · 1922/23 · 1923/24 · 1924/25 · 1925/26 · 1926/27 · 1927/28 · 1928/29 · 1929/30 · 1930/31 · 1931/32 · 1932/33 · 1933/34 · 1934/35 · 1935/36 · 1936/37 · 1937/38 · 1938/39 · 1939/40 · 1940/41 · 1941/42 · 1942/43 · 1943/44 · 1944/45 · 1945/46 · 1946/47 · 1947/48 · 1948/49 · 1949/50 · 1950/51 · 1951/52 · 1952/53 · 1953/54 · 1954/55 · 1955/56 · 1956/57 · 1957/58 · 1958/59 · 1959/60 · 1960/61 · 1961/62 · 1962/63 · 1963/64 · 1964/65 · 1965/66 · 1966/67 · 1967/68 · 1968/69 · 1969/70 · 1970/71 · 1971/72 · 1972/73 · 1973/74 · 1974/75 · 1975/76 · 1976/77 · 1977/78 · 1978/79 · 1979/80 · 1980/81 · 1981/82 · 1982/83 · 1983/84 · 1984/85 · 1985/86 · 1986/87 · 1987/88 · 1988/89 · 1989/90 · 1990/91 · 1991/92 · 1992/93 · 1993/94 · 1994/95 · 1995/96 · 1996/97 · 1997/98 · 1998/99 · 1999/00 · 2000/01 · 2001/02 · 2002/03 · 2003/04 · 2004/05 · 2005/06 · 2006/07 · 2007/08 · 2008/09 · 2009/10 · 2010/11 · 2011/12 · 2012/13 · 2013/14 · 2014/15 · 2015/16 · 2016/17 · 2017/18 · 2018/19 · 2019/20 · 2020/21 · 
2021/22 · 2022/23 · 2023/24 · 2024/25 ·